# 19599 Brycemelton
19599 Brycemelton è un asteroide della fascia principale. Scoperto nel 1999, presenta un'orbita caratterizzata da un semiasse maggiore pari a 2,4859784 UA e da un'eccentricità di 0,1197841, inclinata di 5,98448° rispetto all'eclittica.